# Miloš Kojić
Miloš Kojić (Zakuta, 24. decembar 1941) srpski je univerzitetski profesor, inženjer, naučni radnik i akademik. Redovni je član SANU (Odeljenje tehničkih nauka) i redovni profesor Mašinskog fakulteta (sada Fakultet inženjerskih nauka) Univerziteta u Kragujevcu.

## Biografija
Miloš Kojić je rođen 24. decembra 1941. godine u Zakuti kod Kraljeva. Gimnaziju je završio u Kragujevcu 1960. godine. Diplomirao je na Mašinskom fakultetu Beogradskog univerziteta - Odeljenje u Kragujevcu 1964. godine kao prvi u generaciji i prvi diplomirani student na visokoškolskim ustanovama u Kragujevcu. Magistrirao je iz oblasti Mehanike na Prirodno-matematičkom fakultetu Univerziteta u Beogradu 1969, a doktorirao na Univerzitetu u Hjustonu, Teksas, SAD. 1971. godine.

## Karijera
Na Mašinskom fakultetu u Kragujevcu bio je asistent na predmetu Mehanika od 1964. do 1972. godine. U zvanje docenta izabran je 1972. godine. U zvanje vanrednog profesora izabran je 1976, a redovnog profesora 1980. godine.
Na Mašinskom fakultetu i Univerzitetu u Kragujevcu obavljao je različite dužnosti. Bio je predsednik Saveta, prodekan za nastavu od 1975. do 1977. godine, dekan od 1979. do 1981, prorektor za nastavu i naučni rad od 1988. do 1989. i rektor 2001. godine.
Od 1976. do 2000. godine, sa prekidima, bio je zaposlen u Institutu za automobile Zastava kao viši naučni saradnik i naučni savetnik.
Bio je zamenik direktora Centra za naučna istraživanja SANU i Univerziteta u Kragujevcu od 1991. godine do odlaska u penziju 2008.
Od 2002. godine je redovni član Akademije Inženjerskih Nauka Srbije (AINS).
Od 2008. godine je naučni savetnik Istraživačko-razvojnog centra za bioinženjering.
Izabran je za dopisnog člana Srpske akademije nauka i umetnosti 5. novembra 2009. godine, a 8. novembra 2018. za redovnog člana.

### Naučno-istraživački rad
Boravio je kao Visiting Scientist na Mechanical Engineering Department, Massachusetts Institute of Technology Mechanical Engineering Department (MIT), Boston, SAD 1983. godine, kao rukovodilac Jugoslovensko-američkog projekta za razvoj novih metoda proračuna konstrukcija.
Od 1985. do 1987. i 1989. do 1990. godine radio je kao Research and Development Engineer u firmi za razvoj inženjerskog softvera ADINA R&D profesora Klaus-Jürgen Bathe-a (Klaus-Jirgen Bate) sa MIT-a u Bostonu, SAD. Razvio je metodologiju i softver za neelastičnu analizu konstrukcija, koja se danas koristi za rešavanje problema velikih deformacija u oblasti mašinstva i garđevinarstva (geomehanici).
Od 2001. godine angažovan je kao Visiting Scientist a zatim kao Senior Research Scientist na Harvard School of Public Health, Harvard University, Boston, SAD.
Godine 2006. angažovan je kao Visiting Professor na School of Health Information Sciences na The University of Texas Health Center u Hjustonu, a od 2009. kao Research Professor na Department of Biomedical Engineering - Division of Nanomedicine.
Inicijator je i glavni istraživač softverskog paketa PAK (Program za analizu konstrukcija) za modeliranje konstrukcija i polja fizičkih veličina. Program se koristi u privredi, obrazovanju i istraživačkom radu kod nas i u svetu (SAD, Singapur, Hong Kong, Grčka, Austrija, Nemačka).
Inicijator je multidisciplinarnih istraživanja iz oblasti biomehanike kod nas koja povezuje laboratorijska istraživanja biomehaničkih i funkcionalnih karakteristika tkiva sa razvojem numeričkih metoda i softvera za modeliranje ponašanja tkiva i organ.

#### Projekti
Bio je rukovodilac većeg broja domaćih i međunarodnih naučnih i stručnih projekata, od kojih je jedan od najznačajnijih naučni projekat iz oblasti bioinženjeringa, a na osnovu ugovora sa Univerzitetom Harvard.
Član je International Academy for Nonlinear Sciences (Internacionalne akademije nelinearnih nauka), European Society for Mechanics, Nemačkog društva za primenjenu matematiku i mehaniku GAMM, Jugoslovenskog društva za mehaniku, Inženjerske akademije Srbije i Crne Gore. Prvi je predsednik Srpskog društva za računsku mehaniku.
Autor i koautor je 14 udžbenika, 5 monografija, 250 naučnih i stručnih radova publikovanih u vodećim međunarodnim i domaćim časopisima i na naučnim i stručnim konferencijama.
Bio je mentor većeg broja magistarskih i doktorskih disertacija iz oblasti metoda i softvera za proračun konstrukcija i rečavanje polja fizičkih veličina.
Recenzent je u međunarodnim časopisima: International Journal for Numerical Methods in Applied Mechanics and Engineering, Computer Methods in Applied Mechanics and Engineering, Computers and Structures, Microfluidics and Nanofluidics.
Član je Editorial Board časopisa Computers and Structures. Glavni je urednik časopisa Journal of the Serbian Society for Computational Mechanics.

## Priznanja
Dobitnik je većeg broja priznanja i nagrada: Diploma časopisa Tehnika za najbolji članak iz mašinstva u 1980. godini, Povelja Fabrike automobila Zastava za razvoj softvera i proračun konstrukcija (1986), Diploma Grada Kragujevca za doprinos razvoju grada, privrede i Univerziteta (1994), Povelja Privredne komore Kragujevca, Zlatna plaketa Društva inženjera i i tehničara Srbije (2001) i druge.

## Odabrana biblografija
- Miloš Kojić, A General Concept of Implicit Integration of Constitutive Relations for Inelastic Material Deformation, Center for Scientific Research of Serbian Academy of Sciences and Art and University of Kragujevac, Kragujevac, 1993.
- Milos Kojic, Computational algorithms in inelastic analysis of solids and structures, Oxford University Press, New York, 1994.
- Miloš Kojić, Computational Procedures in Inelastic Analysis of Solids and Structures, Center for Scientific Research of Serbian Academy of Sciences and Art and University of Kragujevac, Kragujevac, 1997.
- Miloš Kojić, Radovan Slavković, Miroslav Živković and Nenad Grujović, Finite Element Method I - Linear Analysis, Faculty of Mechanical Engineering, Kragujevac, 1998.
- Miloš Kojić and K. J. Bathe, Inelastic Analysis of Solids and Structures, Springer Verlag, Berlin, 2005.
- M. Kojić, N. Filipović, B. Stojanović, N. Kojić, Computer Modelling in Bioengineering – Theory, Examples and Software, J. Wiley and Sons, 2008.
- M. Kojic, J. B. Cheatham, Jr., Theory of plasticity of porous media with fluid flow, Society of Petroleum Engineers Journal, 1974.
- M. Kojic, J. B. Cheatham, Jr., Analysis of the influence of fluid flow on the plasticity of porous rock under an axially symmetric punch, Society of Petroleum Engineers Journal, 1974.
- M. Kojić, R. Savić, V. Nikolić, Analiza naponskog stanja i deformacija u zglobu spone putničkog vozila primenom metode konačnih elemenata i eksperimentalne metode, pri statičkom opterećenju, MVM, br. 46-47, 1982.
- M. Kojić, M. Milovanović, R. Slavković, Uporedna analiza čvrstoće čeonog kostura i poda automobile za različita konstruktivna rešenja, MVM, br. 82, 1982.
- M. Kojic, K. J. Bathe, The "effective stress-function" algorithm for thermo-elasto-plasticity and creep, Int. J. Num. Meth., Engng., Vol. 24, 1987.
- M. Kojic, K. J. Bathe, Thermo-elastic-plastic and creep analysis of shell structures, Computers and Structures, Vol. 26, No. 1/2, 1987.
- M. Kojic and K. J. Bathe, Studies of finite element procedures - stress solution at a closed elastic strain path with stretching and shearing using updated Lagrangian Jaumann formulation, Computers and Structures, Vol. 26, No. 1/2, 1987.
- M. Kojic, N. Grujovic, R. Slavkovic, M. Zivkovic, A general orthotropic von Mises plasticity material model with mixed hardening - model definition and implicit stress integration procedure, Transactions of ASME J. Applied Mechanics, Vol. 63, 1996.
- M. Kojic, S. Mijailovic, N. Zdravkovic, A numerical algorithm for stress integration of a fiber-fiber kinetics model with Coulomb friction for connective tissue, Computational Mechanics, Vol. 21, No. 2, 1998.
- M. Kojic, S. Mijailovic, N. Zdravkovic, Modelling of muscle behavior by the finite element method using Hill's three-element model, Int. J. Num. Meth. Engng., Vol. 43, 1998.
- M. Kojic, N. Filipovic, S. Vulovic, S. Mijailovic, A finite element solution procedure for porous medium with fluid flow and electromechanical coupling, Comm. Num. Meth. Engng, Vol. 14, 1998.
- M. Kojic, N. Filipovic, S. Mijailovic, A large strain finite element analysis of cartilage deformation with electrokinetic coupling, Comp. Meth. Appl. Mech. Engng., Vol. 190, 2001.
- M. Kojic, Stress integration procedures for inelastic material models within finite element method, review paper, J. Appl. Mech. Reviews, Vol. 55, 2002.
- Kojic, An extension of 3-D procedure to large strain analysis of shells, Comp. Meth. Appl. Mech. Engng., Vol. 191, 2002.
- M. Kojic, A. Tsuda, Gravitational deposition of aerosols from oscillatory laminar pipe flows, J. Aerosol Science, Vol. 35, 2004.
- M. Kojic, I. Vlastelica, B. Stojanovic, V. Rankovic, A. Tsuda, Stress integration procedures for a biaxial isotropic material model of biological membranes and for hysteretic models of muscle fibers and surfactant, Int. J. Num. Meth. Engng.,Vol 68, 2006.
- M. Kojić, V. Isailović, B. Stojanović, N. Filipović, Modeling of cell mechanical response by biphasic models with activation, J. Serb. Soc. Comp. Mech., Vol. 1, 2007.
- M. Kojic, I. Vlastelica, P. Decuzzi, V. T. Granik, M. Ferrari, A finite element formulation for the doublet mechanics modeling of microstructural materials, Comp. Meth. Appl. Mech. Engrg., 200, 2011.
- M. Kojic, M. Milosevic, N. Kojic, M. Ferrari, A. Ziemys, On diffusion in nanospace, J. Serbian Soc. Comp. Mechanics, Vol. 5, No. 1, 2011.
- M. Kojic, A. Ziemys, M. Milosevic, V. Isailovic, N. Kojic, M. Rosic, N. Filipovic, M. Ferrari, Transport in biological systems, J. Serbian Soc. Comp. Mechanics, Vol. 5, No. 2, 2011.
- M. Kojic, J. P. Butler, I. Vlastelica, B. Stojanovic, V. Rankovic, A. Tsuda, Geometric hysteresis of alveolated ductal architecture, ASME J. Biomechanics, Vol. 133 / 111005, 2011.
- M. Kojic, M. Milosevic, N. Kojic, V. lsailovic, D. Petrovic, N. Filipovic, M. Ferrari, A. Ziemys, Transport phenomena: Computational models for convective and diffusive transport in capillaries and tissue, in: Suvranu De, Wonmuk Hwang, Ellen Kuhl, Eds., Multiscale Modeling in Biomechanics and Mechanobiology, Springer, Chapter 7, 2015.
- M. Kojic, M. Milosevic, N. Kojic, Z. Starosolski, K. Ghaghada, R. Serda, A. Annapragada, M. Ferrari, A. Ziemys, A multi-scale FE model for convective-diffusive drug transport within tumor and large vascular networks, Comput. Methods Appl. Mech. Engrg., 294, 2015.
- Kojic, Milos; Milosevic, Miljan; Wu, Suhong; Blanco, Elvin; Ferrari, Mauro; Ziemys, Arturas (2015). „Mass partitioning effects in diffusion transport”. Physical Chemistry Chemical Physics. 17 (32): 20630—20635. Bibcode:2015PCCP...1720630K. PMC 4527522 . PMID 26204522. doi:10.1039/c5cp02720a., 2015.